# Garde à vue en droit français
Pour les autres articles nationaux ou selon les autres juridictions, voir Garde à vue.

En procédure pénale française, la garde à vue (« GAV ») est définie par l'article 62-2 du code de procédure pénale, dans sa rédaction issue de la loi n°2011-392 du 14 avril 2011, comme étant : 
« Une mesure de contrainte décidée par un officier de police judiciaire, sous le contrôle de l'autorité judiciaire, par laquelle une personne à l'encontre de laquelle il existe une ou plusieurs raisons plausibles de soupçonner qu'elle a commis ou tenté de commettre un crime ou un délit puni d'une peine d'emprisonnement est maintenue à la disposition des enquêteurs.

Cette mesure doit constituer l'unique moyen de parvenir à l'un au moins des objectifs suivants :
1. Permettre l'exécution des investigations impliquant la présence ou la participation de la personne ;
2. Garantir la présentation de la personne devant le procureur de la République afin que ce magistrat puisse apprécier la suite à donner à l'enquête ;
3. Empêcher que la personne ne modifie les preuves ou indices matériels ;
4. Empêcher que la personne ne fasse pression sur les témoins ou les victimes ainsi que sur leur famille ou leurs proches ;
5. Empêcher que la personne ne se concerte avec d'autres personnes susceptibles d'être ses coauteurs ou complices ;
6. Garantir la mise en œuvre des mesures destinées à faire cesser le crime ou le délit. »

Plus simplement, la garde à vue est le maintien à disposition, sous contrainte, d'une personne soupçonnée d'avoir commis ou tenté de commettre un crime ou un délit, par les forces de police, de gendarmerie, un maire ou un maire adjoint,, ou des douanes dans le cadre d'une enquête judiciaire. Elle doit avoir pour but la recherche de la vérité, et la protection de l'enquête mais peut aussi servir à « apaiser le trouble social en montrant que les pouvoirs publics s'informent sur l'infraction qui vient d'être commise ».
C'est une mesure privative de liberté, d'une durée strictement limitée qui reste sous le contrôle permanent de l'autorité judiciaire,. Le fait de s'y soustraire constitue une évasion, réprimée en tant que telle par le Code pénal.
La garde à vue est régie notamment par les dispositions des articles 63 et suivants, 77, 154, 706-88 et 803-2 et suivants du code de procédure pénale. Le régime de la garde à vue a été grandement modifié par la loi sur la présomption d'innocence du 15 juin 2000 et dernièrement, par la loi du 14 avril 2011 relative à la garde à vue modifiée par le décret du 13 avril 2012.

## Formes proches
La garde à vue ne doit pas être confondue avec la rétention pour vérification d'identité et la rétention administrative d'un étranger en situation d'éloignement mais aussi l'audition libre (d'un suspect libre), l'audition d'un témoin simple ou d'un témoin assisté. Elle ne doit pas non plus être confondue avec la détention provisoire.

### Retenue pour vérification d'identité
La vérification d'identité effectuée par un officier de police judiciaire au poste à l'issue d'un contrôle d'identité ne peut durer plus de 4 heures (Article 78-3 du CPP). Cette mesure n'a pour seul but que de déterminer l'identité de la personne qui en fait l'objet. Il y est mis fin dès le but atteint. Il ne s'agit pas d'une garde à vue. Toutefois cette procédure de vérification d'identité fait l'objet d'une procédure définie par le Code de Procédure Pénale, et garantit à la personne qui en fait l'objet le droit d'aviser une personne de sa famille.
Le procureur de la République ou son représentant (le substitut) ne prend pas de mesure de garde à vue : en revanche, il est garant des droits fondamentaux, et en vertu de l'opportunité des poursuites décide des suites à donner à cette mesure qu'il contrôle ainsi.

### Audition du suspect libre
Appelée également audition sans contrainte. Régie par l'article 61-1 du Code de procédure pénale, elle permet d'entendre une personne « à l'égard de laquelle il existe des raisons plausibles de soupçonner qu'elle a commis ou tenté de commettre une infraction ». Contrairement à la garde à vue, il n'est pas nécessaire que l'infraction soit passible d'une peine de prison pour utiliser cette procédure.
Le suspect, qui ne peut être retenu de force, a le droit de quitter les locaux « à tout moment ». Il peut être assisté d'un avocat si l'infraction est punie d'une peine de prison.

## Placement en garde à vue

### Qui a le pouvoir de mettre en garde à vue?
Seuls un officier de police judiciaire de la police nationale, de la gendarmerie nationale, les maires et leurs adjoints ou des services fiscaux judiciaires ou des douanes judiciaires ont le pouvoir de placer une personne en garde à vue. Les agents de la douane judiciaire bien que douaniers, ne doivent pas être confondus avec les autres agents des douanes qui, en application de l'article 323 du code des douanes peuvent placer une personne en « retenue douanière ». Cette mesure très proche de la garde à vue, ne peut être mis en œuvre par les agents des douanes, qu'en cas de flagrant délit. Sa durée s'impute sur le temps de l'éventuelle garde à vue qui lui succède. Les OPJ de la police et de la gendarmerie nationales ont une compétence territoriale limitée qui peut être étendue en vertu de l'article 18 du Code de procédure pénale. Toutefois, le même article précise que l'extension de territorialité est possible « à l'effet d'y poursuivre leurs investigations et de procéder à des auditions, perquisitions et saisies », et non à l'effet de placer un suspect en garde à vue, cette possibilité n'étant pas expressément prévue par le texte. Ainsi, les OPJ agissant en vertu de l'extension territoriale issue de l'article 18 doivent être assistés d'un OPJ territorialement compétent qui procède alors au placement en garde à vue d'un suspect, le cas échéant. Les OPJ de la douane judiciaire (Officier de douane judiciaire art.28-1 VI du Code de Procédure Pénale) et des services fiscaux judiciaires (Officier fiscal Judiciaire art.28-2 IV du Code de procédure pénale) ont compétence sur l'ensemble du territoire national conformément aux dispositions des articles 28-1 et 28-2 du Code de procédure pénale mais ont des matières de compétences strictement énumérés par ces articles et ne peuvent agir que sur délégation judiciaire, soit par réquisition du Procureur de la République soit sur commission rogatoire d'un Juge d'Instruction.
Cette mesure peut être prise à la propre initiative de l'officier de police judiciaire ou sur instruction du procureur de la République (art. 63 du CPP).
Tout d'abord, la mesure de garde à vue n'est possible que pour les crimes et délits punis d'une peine d'emprisonnement.
Ensuite, il doit exister une ou plusieurs raisons plausibles de soupçonner l'intéressé d'avoir commis ou tenté de commettre une infraction. Le procureur de la République doit être avisé immédiatement de cette garde à vue (généralement par un appel téléphonique ou encore au moyen du fax), et cela après avoir fait les avis légaux. La jurisprudence considère que, sauf circonstance insurmontable, un retard dans l'information donnée au procureur de la République constitue une irrégularité.

### Objectifs de la garde à vue
La garde à vue, pour être prononcée, doit répondre à deux types d'objectif : la contrainte sur un suspect, objectif immédiat et d'autres objectifs à terme.

#### Objectif immédiat
Le Conseil Constitutionnel restreint l'applicabilité des dispositions relatives à la garde à vue à la nécessité de retenir un suspect sous la contrainte.
En l'absence de contrainte (soit que la personne suspectée comparaisse spontanément, soit qu'elle ait été amenée sous la contrainte mais coopère par la suite spontanément), le Conseil Constitutionnel considère que les enquêteurs peuvent pratiquer une audition libre (pendant un maximum de 4 heures et sans que les garanties de la garde à vue soient assurées), à condition qu'il y ait information quant à la suspicion et à la possibilité de quitter les locaux à tout moment.
Cette position est critiquée en doctrine en ce qu'elle place le suspect qui coopère, vraisemblablement de bonne foi, dans une situation où ses droits sont moins bien garantis que s'il était de mauvaise foi. Par ailleurs, les auteurs font remarquer que la possibilité annoncée de quitter les locaux paraît invraisemblable au suspect lorsqu'il y a été amené par la force; peu d'entre eux en feront usage et coopéreront spontanément, se privant ainsi d'être placés en garde à vue et de profiter des garanties qui y sont afférentes.

#### Objectifs à terme
L'article 2 de la loi du 14 avril 2011 a introduit une notion d'« objectifs de la mesure ». Le placement en garde à vue d'une personne nécessite que la mesure soit prise pour au moins l'un des motifs suivants (art. 62-2 du CPP) :
- permettre l'exécution des investigations impliquant la présence ou la participation de la personne ;
- garantir la présentation de la personne devant le procureur de la République afin que ce magistrat puisse apprécier la suite à donner à l'enquête ;
- empêcher que la personne ne modifie les preuves ou indices matériels ;
- empêcher que la personne ne fasse pression sur les témoins ou les victimes ainsi que sur leur famille ou leurs proches ;
- empêcher que la personne ne se concerte avec d'autres personnes susceptibles d'être ses coauteurs ou complices ;
- garantir la mise en œuvre des mesures destinées à faire cesser le crime ou le délit.

### Catégories de gardés à vue
Toute personne peut être placée en garde à vue, s'il existe une ou plusieurs raisons plausibles de soupçonner qu'elle a commis ou tenté de commettre un crime ou un délit puni d'une peine d'emprisonnement. Le témoin est la personne à l'encontre de laquelle « il n'existe aucun indice faisant présumer qu'elle a commis ou tenté de commettre une infraction » (art. 62 du CPP). Il ne peut donc être retenu que le temps strictement nécessaire à son audition, sans garde à vue.

#### Garde à vue des représentants politiques ou étrangers
La garde à vue est impossible pour les agents diplomatiques, les ambassadeurs et consuls ainsi que leur famille même si elle ne vit pas sous le même toit, les membres d'organisations internationales, et enfin, le Président de la République. C'est aussi le cas pour les parlementaires sauf en cas de flagrant délit ou si le Parlement vote la levée de l'immunité.

#### Garde à vue des mineurs
Les règles varient selon leur âge. L'article 4 de l'ordonnance du 2 février 1945 sur l'enfance délinquante, récemment modifiée par la loi Perben I et II, demeure le texte de référence :
- avant 10 ans : aucune mesure de garde à vue ou de rétention ne peut être prise ;
- de 10 à 13 ans : le mineur ne peut pas être placé en garde à vue, mais il peut être mis en retenue dans un local de police pour les nécessités de l'enquête après l'autorisation d'un magistrat et sous son contrôle en cas de crime ou de délit puni d'au moins cinq ans d'emprisonnement et pour une durée de 12 heures maximum renouvelable une fois (avant la loi Perben I du 9 septembre 2002, cette retenue était de 10 heures au plus, renouvelable une fois, en cas de délit ou crime punissable d'au moins sept ans d'emprisonnement). Cette mesure de rétention n'est possible que s'il existe des indices graves ou concordants laissant présumer que le mineur a commis ou tenté de commettre un crime ou un délit et après présentation de ce dernier devant le magistrat pour son renouvellement, sauf en cas de circonstances insurmontables ;
- de 13 à 16 ans : la garde à vue est possible ; d'une durée de 24 heures, elle peut être prolongée de 24 heures si l'infraction commise est punie d'un emprisonnement supérieur ou égal à cinq ans. Le mineur doit obligatoirement être présenté préalablement au Procureur ou au Juge chargé de l'instruction ;
- de 16 à 18 ans : les règles sont les mêmes que pour les majeurs à l'exception près que le mineur ne peut sortir de la garde à vue sans un membre de sa famille majeur.

Concernant les mineurs, les parents doivent être immédiatement prévenus de la décision de l'OPJ sous peine de nullité (jurisprudence constante Cour de cassation).

### Durée de garde à vue
Principe :
La durée initiale de la garde à vue est de 24 heures, avec possibilité d'une prolongation de 24 heures supplémentaires lorsque l'infraction motivant la mesure de garde à vue est punie d'au moins un an d'emprisonnement, soit 48 heures maximum. Cette prolongation doit être justifiée par les nécessités de l'enquête, en principe la prolongation est subordonnée à la présentation du gardé à vue au procureur de la République ou d'un juge d'instruction suivant le cas, par exception, la décision écrite et motivée sans présentation préalable de la personne.
La garde à vue démarre généralement au moment de l'interpellation de l'individu par les forces de l'ordre ou au moment de sa présentation dans les locaux des forces de l'ordre. Cette mesure fait aussitôt l'objet d'un procès-verbal de notification de début de garde à vue et de notification des droits afférents.
En cas de crime flagrant ou de flagrant délit puni d'une peine de prison « toute personne a qualité pour en appréhender l'auteur et le conduire devant l'officier de police judiciaire le plus proche. » (art. 73 CPP). Dans ce cas, la garde à vue commence dès le moment où la personne est remise à l'OPJ.
Régime dérogatoire :
Depuis la loi Perben II du 9 mars 2004, en application de l'article 706-88 du code de procédure pénale la garde à vue peut durer jusqu'à 96 heures (24+24+24+24 ou 24+24+48) pour un certain nombre d'infractions mentionnées à l'article 706-73 du même code :
- Crime de meurtre commis en bande organisée prévu par le 8º de l'article 221-4 du code pénal ;
- Crime de tortures et d'actes de barbarie commis en bande organisée prévu par l'article 222-4 du code pénal ;
- Crimes et délits de trafic de stupéfiants prévus par les articles 222-34 à 222-40 du code pénal ;
- Crimes et délits d'enlèvement et de séquestration commis en bande organisée prévus par l'article 224-5-2 du code pénal ;
- Crimes et délits aggravés de traite des êtres humains prévus par les articles 225-4-2 à 225-4-7 du code pénal ;
- Crimes et délits aggravés de proxénétisme prévus par les articles 225-7 à 225-12 du code pénal ;
- Crime de vol commis en bande organisée prévu par l'article 311-9 du code pénal ;
- Crimes aggravés d'extorsion prévus par les articles 312-6 et 312-7 du code pénal ;
- Crime de destruction, dégradation et détérioration d'un bien commis en bande organisée prévu par l'article 322-8 du code pénal ;
- Crimes en matière de fausse monnaie prévus par les articles 442-1 et 442-2 du code pénal ;
- Crimes et délits constituant des actes de terrorisme prévus par les articles 421-1 à 421-6 du code pénal ;
- Délits en matière d'armes et de produits explosifs commis en bande organisée, prévus par les articles L. 2339-2, L. 2339-8, L. 2339-10, L. 2341-4, L. 2353-4 et L. 2353-5 du code de la défense ;
- Délits d'aide à l'entrée, à la circulation et au séjour irréguliers d'un étranger en France commis en bande organisée prévus par le quatrième alinéa du I de l'article 21 de l'ordonnance no 45-2658 du 2 novembre 1945 relative aux conditions d'entrée et de séjour des étrangers en France ;
- Délits de blanchiment prévus par les articles 324-1 et 324-2 du code pénal, ou de recel prévus par les articles 321-1 et 321-2 du même code, du produit, des revenus, des choses provenant des infractions mentionnées aux 1º à 13º ;
- Délits d'association de malfaiteurs prévus par l'article 450-1 du code pénal, lorsqu'ils ont pour objet la préparation de l'une des infractions mentionnées aux 1º à 14º ;
- Délit de non-justification de ressources correspondant au train de vie, prévu par l'article 321-6 du code pénal, lorsqu'il est en relation avec l'une des infractions mentionnées aux 1º à 15º ;
- Crime de détournement d'aéronef, de navire ou de tout autre moyen de transport commis en bande organisée prévu par l'article 224-6-1 du code pénal ;
- Crimes et délits punis de dix ans d'emprisonnement, contribuant à la prolifération des armes de destruction massive et de leurs vecteurs entrant dans le champ d'application de l'article 706-167 du code de procédure pénale.

Nouvelle exception : en application de l'article 706-88-1 du code de procédure pénale, la garde à vue peut être encore prolongée et ainsi durer six jours pour les besoins de l'enquête relative au terrorisme lorsqu'il y a un risque actuel d'actes de terrorisme (la menace doit être avérée et actuelle).

## Statistiques
Il y a eu 336 718 gardes à vue en 2001, 577 816 en 2008. Ces chiffres ne tiennent en réalité pas compte des gardes à vue consécutives aux délits routiers, désormais intégrées et faisant apparaître un nombre de 900 000 gardes à vue en 2009. Une des raisons avancées pour expliquer l'augmentation des gardes à vue est que leur nombre est un des indices de performance d'un commissariat, poussant ainsi ses fonctionnaires au zèle en la matière,. Cette « performance » est corrélée à l'attribution aux fonctionnaires de police d'une « prime de résultats exceptionnels » (PRE) instaurée en 2004 par Nicolas Sarkozy alors Ministre de l'Intérieur dont le montant global est de 25 millions d'euros en 2010. Une autre explication de l'explosion du nombre des gardes à vue, provient du doublement de celui des officiers de police judiciaire, passant de 25 000 à 53 000 entre 1993 et 2009. Ceci constituait, pour le Conseil constitutionnel, des circonstances nouvelles justifiant le réexamen du dispositif qu'il avait validé quelques années auparavant.

## Droits du gardé à vue

### Information de l'infraction
La personne gardée à vue doit être informée de ses droits, de la nature de l'infraction sur laquelle porte l'enquête, ainsi que de son droit, en cas de remise en liberté, de connaître la suite de la procédure auprès du Procureur de la République.
- Si la personne est atteinte de surdité et qu'elle ne sait ni lire ni écrire, elle doit être assistée par un interprète en langue des signes ou par une personne qualifiée maîtrisant un langage ou une méthode permettant de communiquer avec les personnes malentendantes.
- La personne placée en garde à vue doit être immédiatement informée de ses droits. Toutefois, si elle n'est pas en mesure de comprendre ses droits (par exemple si elle est ivre), l'information lui sera donnée dès qu'elle sera en mesure de comprendre ce qui lui est notifié.
- Toute personne placée en garde à vue doit être informée de ses droits dans une langue qu'elle comprend, au moyen si besoin d'un imprimé préalablement à l'assistance d'un interprète qui sera requis par l'officier de police judiciaire.

### Droit de faire prévenir une personne
Dans un délai de trois heures à compter du placement en garde à vue, la personne peut faire prévenir, par téléphone, une personne avec laquelle elle vit habituellement ou l'un de ses parents en ligne directe ou collatérale, ainsi que son employeur, de la mesure dont elle est l'objet.
Si l'officier de police judiciaire estime, en raison des nécessités de l'enquête, ne pas devoir faire droit à cette demande, il informe sans délai le procureur de la république qui décide.
Si la personne placée en garde à vue n'est pas de nationalité française, elle a également la possibilité de faire aviser son Consulat.

### Examen médical
Selon l'art. 63-3 du CPP, le gardé à vue peut se faire examiner à tout moment par un médecin à sa demande, mais également sur décision du procureur de la République (ou juge d'instruction), de l'officier de police judiciaire, ou d'un membre de sa famille. Le médecin requis doit mentionner sur son certificat médical si l'état de santé est compatible avec la mesure de garde à vue, y compris lors de l'éventuelle prolongation. Ce certificat médical doit être versé au dossier. Pour un mineur de 16 ans, cet examen est obligatoire.

### Droit de garder le silence
La personne a le droit, lors des auditions, après avoir décliné son identité, de faire des déclarations, de répondre aux questions qui lui sont posées ou de se taire (art. 63-1 du CPP).
Il n'empêche cependant pas l'officier de police judiciaire de poser les questions qu'il juge nécessaires, même si la personne refuse d'y répondre. À cet égard, certains avocats estiment que le gardé à vue a tout intérêt à ne pas répondre aux questions de l'officier de police, et ce, afin de ne pas communiquer d'éléments de faits qui pourraient être ensuite réutilisés à son encontre par les juridictions répressives.
Ce droit de garder le silence était notifié à la personne gardée à vue depuis la loi du 15 juin 2000. L’obligation de le notifier (et non le droit lui-même, qui n'a jamais disparu) a été supprimée par la loi no 2003-239 du 18 mars 2003 pour la sécurité intérieure, avant d'être réintroduite par la loi du 14 avril 2011, à la suite de la condamnation de la France par l’arrêt Brusco c/ France de la CEDH. Les auditions de gardes à vue prises sur le fondement de la loi antérieure encouraient la nullité pour violation de l’article 6§3 de la Convention européenne des droits de l’Homme conformément à la jurisprudence de la Cour de Cassation issue des arrêts du 15 avril 2011. Concrètement, cette réforme a entraîné très peu de nullités des procédures, du fait des règles très restrictives du code de procédure pénale en la matière (purge des nullités au cours d'une instruction, obligation de les soulever avant toute défense au fond dans les autres cas). Un cas médiatisé fut celui des aveux de Gérald Seureau.

### Conditions physiques
Selon l'article 803 du code de procédure pénale, le menottage n'est pas automatique. Il s'effectue lorsque la personne interpellée est susceptible d'être dangereuse pour elle-même ou pour autrui ou lorsque celle-ci est susceptible de prendre la fuite.
La personne placée en garde à vue ne doit pas être frappée, injuriée, ou humiliée, en respect du Code de déontologie de la police nationale. Dans les cas ici présents, le placé en garde à vue ne peut répondre aux coups et aux insultes ; il peut déposer plainte (de préférence par lettre au procureur de la République plutôt qu'au commissariat).
« Sauf exceptions circonstancielles, les personnes gardées à vue doivent être alimentées avec des repas chauds, aux heures normales, et composés selon les principes religieux dont elles font état. »

### Intervention d'un avocat

#### Entretien avec un avocat
La loi du 4 janvier 1993 a reconnu le principe du droit à l’entretien avec un avocat afin de mettre en conformité le droit français avec les exigences de la Convention européenne des droits de l'homme. La loi du 24 août 1993, puis les lois Guigou et Perben II du 15 juin 2000 et du 9 mars 2004 en ont modifié les modalités.

##### Désignation de l'avocat
Si la personne gardée à vue n'est pas en mesure de désigner un avocat ou si l'avocat choisi ne peut être contacté, elle peut demander qu'il lui en soit commis un d'office par le bâtonnier de l'ordre des avocats.
Lorsque l’affaire concerne des faits de terrorisme ou de criminalité organisée, la loi du 14 avril 2011 prévoyait qu’il pouvait être fait échec à ce libre choix lorsque le Parquet le demandait, sur décision motivée du JLD. Cette disposition a été abrogée par une question prioritaire de constitutionnalité sans toutefois que l’idée n’ait été abandonnée. En effet, le Conseil Constitutionnel n’en a pas condamné le principe, seulement le manque d’encadrement du pouvoir laissé aux magistrats.

##### Moment d'intervention de l'avocat
L’exercice de ce droit dès la première heure n’était, sous l'ancien régime, possible que pour la garde à vue de droit commun. En matière de criminalité organisée et de terrorisme, un report automatique de l’intervention à la 49e ou à la 73e heure était prévu par la loi Perben II. Ces dispositions, sans être condamnées directement par la Cour Européenne des droits de l’Homme, semblaient non conformes au droit européen, qui exigeait des « circonstances impérieuses » pour admettre le report.
La loi du 14 avril 2011 a modifié le régime applicable au report. Tout d'abord, le domaine de la mise à l'écart a été élargi. Ainsi, la mesure est possible dès lors que certaines circonstances en établissent la nécessité et elle n’est donc plus limitée à certains types d’infractions ; néanmoins, la durée de la celle-ci diffère selon le type d'infraction que vise l'enquête (12-24h en droit commun, 12-48-72h pour le régime dérogatoire).
Surtout, le report de l'intervention de l’avocat, qui était automatique auparavant, est devenu exceptionnel. En effet, une décision écrite et motivée, émanant pour le premier terme du procureur de la République puis, pour les termes suivants, du juge de la liberté et de la détention ou du juge d'instruction est nécessaire.
De même, depuis la loi du 14 avril 2011, les enquêteurs sont tenus de différer de deux heures le début des interrogatoires en vue de permettre l’arrivée de l’avocat et la tenue de l’entretien. Si l’avocat arrive après expiration du délai, ils sont tenus de mettre fin à l’interrogatoire en cours pour laisser le gardé à vue et son avocat dialoguer.
En cas de prolongation de la garde à vue, une nouvelle entrevue avec le conseil est possible.

##### Teneur de l'entretien
Cet entretien confidentiel, dont la durée est de 30 minutes, est qualifié de « visite de courtoisie » par les avocats. En effet, le conseil n’a un accès que très limité au dossier (PV d’audition, nature et date présumées de l’infraction), et son intervention se borne généralement à expliquer ses droits au gardé à vue, à le rassurer, et, lorsqu’il lui semble nécessaire, à déposer des observations écrites qui seront annexées aux procès-verbaux d’audition. Les enquêteurs considèrent néanmoins qu’on ne saurait donner plus de latitude à l’avocat sans faire entrave à leur travail de recherche de la vérité.

#### Assistance de l'avocat pendant les interrogatoires

##### Reconnaissance du principe
L’intervention de l’avocat lors des interrogatoires n’était pas prévue dans le dispositif issu de la loi du 4 janvier 1993. Cette absence n’était pas considérée par la Chambre criminelle de la Cour de cassation comme contraire aux dispositions de la Convention Européenne des droits de l’Homme.
Néanmoins, la Cour européenne des droits de l’Homme rend un arrêt Salduz contre la Turquie le 27 novembre 2008 qui tend à remettre en cause cette solution en ce qu’il impose l’intervention de l’avocat « dès le premier interrogatoire ». Sauf « circonstances impérieuses », l’absence de l’avocat serait donc de nature à violer article 6§1 de la Convention européenne des droits de l’Homme qui prévoit le droit à un procès équitable.
Un second arrêt de la Cour EDH vient préciser les principes énoncés dans l’arrêt Salduz, réaffirmant notamment la nécessité d’une assistance dès le premier interrogatoire et définissant les différentes missions de l’avocat pendant la garde à vue : discussion de l’affaire, organisation de la défense, préparation des interrogatoires, contrôle des conditions de détention…
En réaction, le ministère de la Justice émet un argumentaire en novembre 2009, concluant à la conformité du droit français à la Convention et, subsidiairement, à ce que l'absence d'un avocat en garde à vue ne pouvait être un motif de nullité de celle-ci en l’absence de violation du code de procédure pénale.
Les juridictions du fond reçoivent inégalement cet argumentaire : ainsi, si la majorité refuse de tirer des conséquences de la jurisprudence de la CEDH (Cour d’Appel de Paris, le 9 février 2010), d’autres rendent des décisions annulant des gardes à vue pour défaut d’assistance par l’avocat (TGI de Bobigny, le 30 novembre 2009, Tribunal Correctionnel de Paris, le 28 janvier 2010).
Le 30 juillet 2010, saisi dans le cadre d'une question prioritaire de constitutionnalité, le Conseil constitutionnel abroge « les articles 62 (audition des personnes convoquées sans avocat), 63 (principe et modalités de la garde à vue), 63-1 (notification des droits), 63-4 (entretien limité avec un avocat : 30 min maximum, pas d’accès à la procédure) et 77 (application de la garde à vue aux enquêtes préliminaires) du Code de procédure pénale. » Cette abrogation ne doit prendre effet qu’au 1er juillet 2011, afin de laisser au législateur le temps de voter une nouvelle loi et, surtout, afin que l’abrogation n’entraîne pas de nullités de procédure et, partant, la remise en cause de trop nombreuses enquêtes. Surtout, elle ne concerne que le régime de garde à vue de droit commun, à l’exception des régimes dérogatoires prévus en matière de terrorisme et de criminalité organisée.
La Cour européenne des droits de l’Homme, quant à elle, rend un nouvel arrêt portant sur la garde à vue le 14 octobre 2010. Elle condamne cette fois-ci explicitement la France pour ne pas permettre « dès le début de la garde à vue, […] de se voir garantir l'ensemble des droits de la défense, en particulier celui de ne pas participer à sa propre incrimination et d'être assisté d'un avocat durant les interrogatoires. »

##### Mise en place du principe
Par un arrêt du 19 octobre 2010, la chambre criminelle de la Cour de cassation reçoit la jurisprudence Brusco et va plus loin que le Conseil constitutionnel en déclarant non conformes au droit européen toutes les dispositions limitant la présence de l'avocat en garde à vue, y compris pour les régimes dérogatoires – criminalité organisée, terrorisme, stupéfiants. Néanmoins, elle refuse d’en tirer des conséquences et d’annuler les gardes à vue « dès lors que les règles […] ne peuvent s'appliquer immédiatement à une garde à vue conduite dans le respect des dispositions législatives en vigueur lors de sa mise en œuvre, sans porter atteinte au principe de sécurité juridique et à la bonne administration de la justice » ; de ce point de vue, la Cour de cassation rejoint la position du Conseil constitutionnel et, dans un premier temps au moins, refuse les nullités de gardes à vue conduites avant le 1er juillet 2011.
Le 14 avril 2011 est promulguée la « loi no 2011-392 du 14 avril 2011 relative à la garde à vue » prévoyant notamment la présence de l'avocat dès le début de la garde à vue, et devant s'appliquer à partir du 1er juin 2011.
Le lendemain, l’Assemblée plénière de la Cour de cassation rend 4 arrêts qui rendent applicables immédiatement les dispositions de la Convention Européenne des droits de l’Homme. Aussi, les gardes à vue, mêmes antérieures à ces arrêts, prises sur le fondement du dispositif légal antérieur en violation de l’article du droit européen doivent désormais être annulées.
La préoccupation majeure, dès lors, a été de limiter les nullités en cascade. En effet, selon l’article 174 du code de procédure pénale, un acte pris sur le fondement d’un acte nul doit être lui-même annulé ; la garde à vue étant généralement le premier acte d’une enquête, son annulation risque d’entraîner l’anéantissement de toutes les investigations.
D’une part, la chancellerie a émis une circulaire incitant les enquêteurs à appliquer immédiatement la loi du 14 avril 2011, bien qu’elle ne soit normalement applicable qu’au 1er juin 2011.
D’autre part, la chambre criminelle de la Cour de cassation a tenté d’encadrer la nullité. Ainsi, elle a limité la sanction aux auditions et non à la mesure de garde à vue elle-même (ce qui permet par exemple de sauver une perquisition opérée en parallèle). Elle a par ailleurs soumis la demande de nullité à des conditions de recevabilité strictes. Enfin, elle a dénié aux tiers le droit de demander la nullité des auditions d’un gardé à vue non assisté, même si les déclarations leur font grief, revenant ainsi sur sa position antérieure.

##### Limites à l'assistance
La loi du 14 avril 2011, si elle vient autoriser l'avocat à participer à l'interrogatoire, ne lui donne pas tout pouvoir.
Ainsi, l'avocat ne peut avoir accès au dossier concernant l'infraction que si les enquêteurs le décident, l'article 63-4-1 du code de procédure pénale n'énumérant comme pièces communicables que les seuls procès-verbaux relatifs avec la garde à vue. Cette liste peut être tenue comme exhaustive et la limitation des droits de la défense qui en résulte n'est pas contraire à la Constitution. Néanmoins, certains auteurs font valoir, de même que les avocats, que l'interdiction de prendre connaissance du dossier fait échec à l'exercice de « toute la vaste gamme d'interventions qui sont propres au conseil » « indépendamment des interrogatoires » exigé par la Cour EDH.
Par ailleurs, l'article 63-4-3 du code de procédure pénale, qui rappelle que l'officier de police judiciaire mène l'interrogatoire et qui autorise l'avocat à poser des questions à la fin de l'audition, est interprété de façon stricte, conformément à la circulaire du 15 avril 2011. Aussi, l'avocat peut ne pas être autorisé à intervenir directement pendant l'interrogatoire.

## Le formalisme de la garde à vue
La loi impose le respect de certaines formes pendant la garde à vue, ce formalisme garantit pour partie le respect des droits reconnus au gardé à vue.

### Information du Procureur de la République
Le Procureur de la République doit être informé dès le début de la garde à vue.

### L'enregistrement de certaines gardes à vue
Les interrogatoires des personnes gardées à vue pour un crime doivent faire l'objet d'un enregistrement audio-visuel, selon l'article 64-1 alinéa 1er du CPP, sauf si l'infraction relève de la criminalité organisée, ou si la Cour pénale internationale est compétente, sauf si le procureur de la République ordonne l'enregistrement (article 64-1 alinéa 7 du CPP).
Cet enregistrement peut être consulté au stade de l'instruction ou du jugement, en cas de contestation sur la portée des déclarations recueillies pendant la garde à vue. Il ne peut l'être que sur accord d'un juge. Il n'est pas communicable, contrairement aux autres pièces de l'information.
Il doit être détruit à l'expiration d'un délai de 5 ans, suivant la date de l'extinction de l'action publique.

### La rédaction d'un procès-verbal de garde à vue
À l'issue de la garde à vue, un procès-verbal de déroulement et fin de garde à vue doit être dressé.
Il doit comporter :
- motif de la garde à vue (indication de l'infraction) ;
- jour et heure du début de la garde à vue ;
- heure de levée de la mesure ;
- la durée des interrogatoires et repos ;
- les heures auxquelles la personne a pu s'alimenter ;
- le moment où la personne s'est vu notifier ses droits ;
- mention des demandes faites par la personne pour exercer ses droits, et les suites données par la police.

La personne doit émarger toutes ces mentions, le cas échéant, mention en est faite au PV.
En outre, certaines mentions doivent être portées sur le registre de garde à vue. Il s'agit d'un registre spécial devant être tenu dans tout local de police ou de gendarmerie.
Sur ce registre doit apparaître :
- date de début et de fin de la mesure ;
- levée de la mesure ;
- heure des repos ;
- heures des interrogatoires.

La personne doit émarger ce registre. Il permet un contrôle a posteriori du déroulement des gardes à vue.

## Obligations légales
En dehors des cas où la police/gendarmerie agit sur « commission rogatoire du juge d'instruction » ou en cas de crime ou de flagrant délit :
- le citoyen n'est pas tenu d'ouvrir sa porte aux enquêteurs ; non plus d'accepter une perquisition en enquête dite « préliminaire », qui requiert son assentiment exprès et manuscrit ;
- le citoyen n'est pas obligé non plus de les suivre dans les locaux de la police.

Dans tous les cas de refus, le procureur de la République peut contraindre le citoyen par la force publique. Concrètement, l'officier de police judiciaire demande une réquisition prise en application de l'article 78 du code de procédure pénale, par laquelle le procureur de la République, lui donne la possibilité de contraindre la personne à suivre les agents de la Force publique.

## Fin de la mesure de garde à vue
À l'issue de la durée de la garde à vue, ou bien lorsqu'il est mis fin à la garde à vue avant le délai maximum autorisé, plusieurs possibilités peuvent se présenter.

### Remise en liberté sans poursuite
La personne est remise en liberté sans qu'aucune suite soit donnée à l'affaire l'ayant amené à être placée en garde à vue. Cette décision est prise par le procureur de la République qui juge n'y avoir lieu à engager des poursuites (voir : classement sans suite).
Le gardé à vue peut aussi être relâché pour que l'enquête se poursuive. La personne peut être replacée plus tard en garde à vue dans la limite des délais maximum. Ainsi en droit commun un homme ayant déjà fait 38 heures de garde à vue pourrait dans la même affaire être replacé en garde à vue pour une durée maximum de 10 heures.

### Médiation pénale
Le procureur peut avant d'engager des poursuites décider d'organiser une médiation pénale qui, si elle échoue, peut l'amener à reprendre les poursuites. Dans le cas inverse, l'affaire sera close.

### Engagement des poursuites
Lorsqu'il décide d'engager des poursuites, le procureur de la République peut prendre l'une des mesures suivantes :
- ordonner le classement sans suite mais sous condition (voir : classement sous condition) ;
- relâcher la personne et renvoyer l'affaire en composition pénale ;
- relâcher la personne sans convocation devant le Tribunal mais celle-ci lui est adressée plus tard (voir : citation directe) ;
- relâcher la personne en lui remettant une citation à comparaître comprenant la date, l’heure et le lieu du procès, ainsi que les faits reprochés à la personne et les articles de loi correspondant à ces délits ;
- présenter la personne à un juge d'instruction. Cela est automatique en cas de poursuites pour crime. Dans le cas d’un délit, le procureur renvoie devant un juge d’instruction les affaires compliquées ou mettant en cause un grand nombre de personnes. Le juge décidera ensuite s'il y a lieu ou non d'ordonner la mise en détention provisoire (voir : instruction) ;
- déférer la personne au parquet : dans ce cas, la personne est présentée au procureur de la République qui lui fait connaître les faits qui lui sont reprochés et éventuellement recueille ses déclarations. Le procureur a toujours la possibilité, à ce stade, de classer l’affaire sans suite, de décider d’une médiation ou d'une composition pénale. Sinon, il peut :
  - proposer la procédure de comparution sur reconnaissance préalable de culpabilité,
  - décider le renvoi devant le tribunal en comparution immédiate,
  - décider le renvoi en comparution différée dans un délai compris entre dix jours et deux mois. Le procureur remet au prévenu une citation à comparaître avec les faits retenus, le lieu, la date et l’heure de l’audience (voir : citation directe). Il n’y a pas de détention provisoire possible mais éventuellement un contrôle judiciaire.

## Historique de la garde à vue en France
Le droit de la garde à vue est en constante évolution ces dernières années. Les plus importantes lois sont celle du 15 juin 2000 et celle du 14 avril 2011.

### La garde à vue en 2000
La garde à vue a été profondément remaniée en 2000 pour mettre en conformité le droit français avec la Convention européenne des droits de l'homme et plus particulièrement avec ses articles 5 et 6.

### La garde à vue en 2011
La loi du 14 avril 2011 vient renforcer les droits du gardé à vue notamment en lui permettant d'être assisté d'un avocat dès le début de la garde à vue et pendant toute la durée de l'interrogatoire.

## Conditions matérielles de la garde à vue
Malgré les rapports successifs depuis des décennies, les conditions de détention dans les locaux de la police nationale restent extrêmement mauvaises.
Dans un rapport paru le 21 septembre 2021, la contrôleure générale des lieux de privations de liberté rend compte d'une enquête menée dans une dizaine de lieux de garde à vue de la police nationale. Elle mentionne « la totale indignité des conditions d’accueil dans les locaux de garde à vue et de dégrisement de la police nationale, singulièrement sur le ressort de la préfecture de police de Paris »,.
Le rapport indique que « les cellules, souvent dégradées, sont dans un état de saleté innommable et dégagent des odeurs pestilentielles », et que « Les toilettes sont régulièrement bouchées, elles dégagent la plupart du temps une odeur insoutenable et l’accumulation de crasse rend leur nettoyage impossible et leur utilisation totalement indigne »,.
Le ministre de l'Intérieur Gérald Darmanin réfute un constat qu'il juge trop sévère, et fondé sur l'inspection d'un petit nombre de commissariats.

## Controverses
Leur nombre s'est fortement accru en France durant les années 2000, atteignant 562 083 en 2007, soit 54,2 % de plus qu'en l'an 2000, celles de plus de 24 heures augmentant même de 73,8 % et celles motivées par une infraction au droit de séjour des étrangers subissant une escalade de 179 %. La Commission nationale de déontologie de la sécurité a déploré dans son rapport 2007 le fait que des gardes à vues aient été effectuées sans que les personnes retenues se soient vues signifier leurs droits, notamment dans le cas de mineurs.
Selon Human Rights Watch la justice française utilise le délit d'« association de malfaiteurs en relation avec une entreprise terroriste » pour placer, abusivement, de nombreux suspects en détention provisoire.
En 2009, la controverse sur la garde à vue continue, alimentée par deux « sources » : un usage abusif de la garde à vue par les forces de l'ordre (garde à vue pour « outrage », garde à vue à l'encontre de simples témoins) et par des accusations de non-conformité de la garde à vue face à la Convention européenne des droits de l'homme. En effet, par une décision en date du 27 novembre 2008, la Cour européenne des droits de l'homme a condamné la Turquie pour violation de l'article 6 de la Convention, en n'offrant pas au gardé à vue la possibilité d'obtenir l'assistance d'un avocat durant son interrogatoire. Selon le bâtonnier de l'Ordre des avocats de Paris, il est possible de s'appuyer sur cette décision pour annuler nombre de procédures en France, beaucoup de gardes à vue se passant dans des conditions réprouvées par cet arrêt, notamment avec des interrogatoires réalisés en l'absence de l'avocat du gardé à vue. Cette analyse juridique est cependant contestée par la Chancellerie qui explique que l'article 63-4 du Code de procédure pénale prévoit le droit pour le gardé à vue de s'entretenir avec un avocat, et que l'absence effective de ce dernier durant les premières heures de la garde à vue est due à des motifs matériels (le temps, pour l'avocat, de se rendre sur place, par exemple). Le 28 janvier 2010, le tribunal correctionnel de Paris annule pourtant cinq gardes à vue en raison de l'absence d'avocat durant les interrogatoires (cette absence, selon le tribunal, compromettant les « droits de la défense » dont le respect est exigé par l'article 6 de la Convention), et en se basant sur l'arrêt précité de la Cour européenne des droits de l'homme.
Le 13 janvier 2010, les sénateurs verts, soutenus par les sénateurs socialistes, déposent une proposition de loi portant réforme sur la garde à vue.
Le 1er mars 2010, lors d’une audience de comparutions immédiates, les avocats[Lesquels ?] ont profité de la réforme du Conseil constitutionnel, en vigueur depuis ce même jour, pour utiliser une nouvelle procédure destinée à contrecarrer l'avant-projet de loi concernant la garde à vue sans leur assistance.